# Les Symptômes
Les Symptômes (Symptoms ou The Blood Virgin) est un film d'horreur britannique du réalisateur espagnol José Ramón Larraz. Il fut présenté au Festival de Cannes 1974. Il a été considéré comme perdu et faisait partie du top 10 des 75 films les plus recherchés du BFI. Mais le négatif a été retrouvé en 2014, le film restauré et édité en blu ray par Mondo Macabro.

## Synopsis
Helen (Angela Pleasence) reçoit une de ses amies, Anne Weston (Lorna Heibron), dans sa grande maison isolée dans la campagne anglaise. Rapidement, Anne observe qu'Helen semble hantée par deux présences : Cora, une amie absente, et l'homme-à-tout-faire Brady (Peter Vaughan), qu'elle déteste. La forêt automnale est magnifique, mais le lac semble cacher de lourds secrets. Et quel est cet escalier dans la chambre d'Helen ? Les choses deviennent rapidement inquiétantes...

## Fiche technique
- Titre original : Symptoms
- Titre français : Les Symptômes
- Réalisateur : José Ramón Larraz (sous le nom de Joseph Larraz)
- Scénaristes : José Ramón Larraz (sous le nom de Joseph Larraz) et Stanley Miller, d'après une histoire de Thomas Owen
- Producteur : Jean-Luc Dupuis
- Photographie : Trevor Wrenn
- Musique : John Scott
- Montage : Brian Smedley-Aston
- Durée : 91 minutes
- Format : 35 mm couleur
- Langue : anglais
- Dates de sortie :
  - 10 mai 1974 (France, Festival de Cannes)
  - juin 1976 (États-Unis)

## Distribution
- Mike Grady : Nick
- Lorna Heilbron : Anne Weston
- Raymond Huntley : Burke, le pharmacien
- Marie-Paule Mailleux : Cora Appleby
- Nancy Nevinson : Hannah, la femme de ménage
- Ronald O'Neil : John, ami d'Anne Weston
- Angela Pleasence : Helen
- Peter Vaughan : Brady